# Jason White (musicista)
Jason White (Little Rock, 11 novembre 1973) è un chitarrista e bassista statunitense.
Turnista dei Green Day, è stato ufficialmente membro del gruppo tra il 2012 e il 2016.

## Biografia
Jason è un amico di vecchia data del chitarrista e cantante dei Green Day Billie Joe Armstrong, con cui suona anche nei Pinhead Gunpowder. Sempre con lui ha anche fondato nel 1997 la Adeline Records, una casa discografica che si prefigge di aiutare le giovani punk band californiane. Dal 1999, anno in cui ha suonato con i Green Day al concerto alla Bridge School, ha seguito i tour di Warning, American Idiot, 21st Century Breakdown e 99 Revolutions Tour come secondo chitarrista.
Nel 2003 e nel 2007 ha fatto parte dei side project dei Green Day, i The Network e i Foxboro Hot Tubs.

## Gruppi musicali
- Numbskulz (chitarra, 1988)
- Step By Step (voce, 1989-1990)
- Chino Horde (basso, 1990-1993)
- Fishwagon (chitarra/voce, 1991)
- Monsula (chitarra, 1992)
- Pretty (basso, 1993)
- Sixteen Bullets (basso, 1994)
- Pinhead Gunpowder (chitarra/voce, 1995-presente)
- The Big Cats (basso/voce, 1996-2000; chitarra/voce, 2000-presente)
- Green Day (chitarra/voce, 1999-presente)
- The Influents (chitarra/voce, 1999-2003)
- The Kicks (chitarra, 2000-2004)
- The Network (chitarra, 2003-presente)
- Foxboro Hot Tubs (chitarra, 2007-presente)

## Vita privata
Il 1º febbraio 2013 Jason e sua moglie Janna White hanno avuto la loro primogenita, Sonny.